# 炉心溶融物
炉心溶融物（ろしんようゆうぶつ、英語: corium）とは、原子炉の炉心にある核燃料が過熱し、燃料集合体または炉心構造物が融解、破損する炉心溶融によってつくられる生成物をいう。福島第一原子力発電所の事故以降は燃料デブリと表現されることが増えた。

## 1979年のスリーマイル島原子力発電所事故の例
1982年に原子炉圧力容器内に事故後初めてカメラが入り、1985年には炉心を解体して溶けた燃料を取り出す作業が始まるなど、調査が進む中で次のようなことが明らかにされた。右図参照。
1. 2B inlet - 冷却材入口
2. 1A inlet - 冷却材入口
3. Cavity - 空洞
4. Loose core debris - デブリ（堆積物）
5. Crust - クラスト（硬くなった外皮）
6. Previously molten material - 溶融固化物質
7. Lower plenum debris - 下部プレナム（原子炉圧力容器の底の空間部分）デブリ
8. Possible region depleted in uranium - ウランがほとんど含まれない領域
9. Ablated incore instrument guide - 削り取られた原子炉内計装案内管
10. Hole in baffle plate - バッフル板の穴
11. Coating of previously-molten material on bypass region interior surfaces - 内部を覆った溶融物質
12. Upper grid damage - 上部炉心板損傷

炉心の45パーセント（62トン）が溶融し、20トンほどの溶融物が原子炉圧力容器の底まで流れ出てたまった。健全な燃料棒は100本程度で、それまで炉心のあった上部には巨大な空洞（3）ができた。そのすぐ下は破壊された炉心の堆積物の山（デブリ、4）である。さらに下は炉心が溶融固化してできた、ウランとジルコニウムの酸化物（セラミック、(UZr)O2）と溶融した金属との混合物（6）である。底部に落下した物質（7）はデブリ（堆積物）状をしていた。推定最高温度は2500℃ - 2800℃。溶融物が原子炉圧力容器の底を突き破ることはなかった。

## 福島第一原子力発電所事故の例
2011年3月11日、福島第一原子力発電所事故が発生。1号機から3号機が炉心溶融を起こして約880トンの燃料デブリ（炉心溶融物）が発生した。
東京電力では、燃料デブリの取り出し作業を開始。作業は次の3つのフェーズにより進めることとしている、
- フェーズ1 - 原子炉格納容器の状況把握 ・ 取り出し工法の検討等
- フェーズ2 - 燃料デブリ取り出し
- フェーズ3 - 保管・搬出

2011年の事故の翌年となる2012年1月19日、2号機の原子炉格納容器内に初めてカメラが入り、フェーズ1の作業が本格化した。2016年からは、宇宙線から生じたミュー粒子を使って、各原子炉内部を透視する調査を開始。事故で発生した炉心溶融物の所在を把握する作業を行った。
2024年11月12日には、2号機の原子炉格納容器内から0.7gの物質を採取。日本原子力研究開発機構の大洗研究所に持ち込み簡易分析を行ったところ、核燃料由来のユウロピウム154が検出。炉心溶融物であることが確定した。このことにより取り出し作業は、フェーズ2の作業に進んだ。なお、取り出したデブリについては、物質の溶ける温度の違いなどで脆い構造になったためか「人力で砕くことができた」とされており、将来的にデブリを小さくして回収できる可能性がある。